# Herbert William Garratt
Herbert William Garratt (8 juin 1864 – 25 septembre 1913) était un ingénieur en mécanique anglais, inventeur de la locomotive articulée qui porte son nom.
Garratt a commencé sa carrière d'ingénieur en apprentissage de 1879 à 1882, sous la responsabilité de John Carter Park alors intendant de la North London Railway. Par la suite il a travaillé en ingénierie maritime pour William Doxford & Sons, puis plus tard comme inspecteur pour Sir Charles Fox et Sir Alexander Rendel.
En 1889 il est transféré à l'Argentine Central Railway (Etats-Unis) où il devient intendant en 1892. Entre 1900 et 1906 il travaille pour des chemins de fer à Cuba, Lagos et Lima. En 1902, il est élu à l'Institution of Mechanical Engineers. Il retourne en Angleterre en 1906 et travaille comme ingénieur d'inspection pour la New South Wales Government Railways.

## Incidence de ses travaux
La locomotive articulée conçue par Garratt a connu une utilisation substantielle dans de nombreuses régions d'Afrique, d'Amérique du Sud, d'Asie et du Pacifique Sud où le terrain rendait jusqu'alors le voyage par chemin de fer impossible. La nature articulée de la locomotive lui permettait de circuler plus facilement sur des lignes aux courbes aiguës et fréquentes que les locomotives non-articulées.
La possibilité de traverser par le chemin de fer des zones jusque-là impraticables a permis un accroissement des activités humaines, réduisant drastiquement la nature isolée de certaines régions du monde.
En outre, la Garratt a connu une utilisation importante dans les pays en développement à cause de leur usage massif des voies étroites. La Garratt se vantait d'une efficacité élevée dans sa catégorie rendant son usage économiquement attrayant dans les endroits qui auraient autrement nécessité l'utilisation d'un plus grand nombre de locomotives par train ou la conversion des lignes à un écartement supérieur. Cela a en partie contribuer à stimuler la poursuite de l'expansion ferroviaire et, par conséquent, l'expansion de société et de l'économie.